# كليرمونت (نيوهامشير)
كليرمونت (بالإنجليزية: Claremont, New Hampshire)‏ هي مدينة تقع في الولايات المتحدة في Sullivan County. يقدر عدد سكانها بـ 13,355 نسمة ومساحتها 114.2 كم2 وترتفع عن سطح البحر 171 متر.

## التركيبة السكانية
حدّد مكتب تعداد الولايات المتحدة بيانات التركيبة السكانية لكليرمونت في تعداد الولايات المتحدة. في ما يلي، التركيبة السكانية حسب تعدادي 2000 و2010.

### تعداد عام 2000
بلغ عدد سكان كليرمونت 13,151 نسمة بحسب تعداد عام 2000، وبلغ عدد الأسر 5,685 أسرة وعدد العائلات 3,428 عائلة مقيمة في المدينة. في حين سجلت الكثافة السكانية 115.3 نسمة لكل كيلومتر مربع (298.6/ميل2). وبلغ عدد الوحدات السكنية 6,074 وحدة بمتوسط كثافة قدره 53.2 لكل كيلومتر مربع (137.8/ميل2).
وتوزع التركيب العرقي للمدينة بنسبة 97.67% من البيض و0.31% من الأمريكيين الأفارقة و0.33% من الأمريكيين الأصليين و0.62% من الأمريكيين ذوي الأصول الآسيوية و0.03% من سكان جزر المحيط الهادئ و0.12% من الأعراق الأخرى و0.92% من عرقين مختلطين أو أكثر و0.50% من الهسبانيون أو اللاتينيون من أي عرق.
بلغ عدد الأسر 5,685 أسرة كانت نسبة 29.9% منها لديها أطفال تحت سن الثامنة عشر تعيش معهم، وبلغت نسبة الأزواج القاطنين مع بعضهم البعض 45.5% من أصل المجموع الكلي للأسر، ونسبة 10.3% من الأسر كان لديها معيلات من الإناث دون وجود شريك،  بينما كانت نسبة 4.5% من الأسر لديها معيلون من الذكور دون وجود شريكة وكانت نسبة 39.7% من غير العائلات. تألفت نسبة 32.2% من أصل جميع الأسر من عدة أفراد يعيشون في نفس المنزل ونسبة 14.7% كانت تتألف من شخص يعيش بمفرده يبلغ من العمر 65 عاماً أو أكثر. وبلغ متوسط حجم الأسرة المعيشية 2.28، أما متوسط حجم العائلات فبلغ 2.86.
بلغ العمر الوسطي للسكان 38.8 عاماً. وكانت نسبة 23.2% من القاطنين تحت سن الثامنة عشر، وكانت نسبة 7.5% بين الثامنة عشر والرابعة والعشرين عاماً، ونسبة 28.3% كانت واقعةً في الفئة العمرية ما بين الخامسة والعشرين والرابعة والأربعين عاماً، ونسبة 23.4% كانت ما بين الخامسة والأربعين والرابعة والستين، ونسبة 16.3% كانت ضمن فئة الخامسة والستين عاماً فما فوق. يوجد لكل 100 أنثى 93.1 ذكر، ويوجد لكل 100 أنثى في الثامنة عشر من عمرها فما فوق 89.9 ذكر.
بلغ متوسط دخل الأسرة في المدينة 34,949 دولارًا، أما متوسط دخل العائلة فبلغ 42,849 دولارًا. وكان متوسط دخل الذكور 30,782 دولارًا مقابل 22,078 دولارًا للإناث. وسجل دخل الفرد الخاص بالمدينة 20,267 دولارًا. وكانت نسبة 5.4% من العائلات ونسبة 10% من السكان تحت خط الفقر، وكان من هؤلاء نسبة 9.7% تحت سن الثامنة عشر ونسبة 11.3% في الخامسة والستين من العمر وما فوق.

### تعداد عام 2010
بلغ عدد سكان كليرمونت 13,355 نسمة بحسب تعداد عام 2010، وبلغ عدد الأسر 5,697 أسرة وعدد العائلات 3,461 عائلة مقيمة في المدينة. في حين سجلت الكثافة السكانية 117.1 نسمة لكل كيلومتر مربع (303.3/ميل2). وبلغ عدد الوحدات السكنية 6,293 وحدة بمتوسط كثافة قدره 55.2 لكل كيلومتر مربع (143.0/ميل2).
وتوزع التركيب العرقي للمدينة بنسبة 95.90% من البيض و0.64% من الأمريكيين الأفارقة و0.33% من الأمريكيين الأصليين و0.94% من الأمريكيين ذوي الأصول الآسيوية و0.03% من سكان جزر المحيط الهادئ و0.40% من الأعراق الأخرى و1.76% من عرقين مختلطين أو أكثر و1.28% من الهسبانيون أو اللاتينيون من أي عرق.
بلغ عدد الأسر 5,697 أسرة كانت نسبة 28.6% منها لديها أطفال تحت سن الثامنة عشر تعيش معهم، وبلغت نسبة الأزواج القاطنين مع بعضهم البعض 42.1% من أصل المجموع الكلي للأسر، ونسبة 13% من الأسر كان لديها معيلات من الإناث دون وجود شريك،  بينما كانت نسبة 5.6% من الأسر لديها معيلون من الذكور دون وجود شريكة وكانت نسبة 39.2% من غير العائلات. تألفت نسبة 30.8% من أصل جميع الأسر من عدة أفراد يعيشون في نفس المنزل ونسبة 11.8% كانت تتألف من شخص يعيش بمفرده يبلغ من العمر 65 عاماً أو أكثر. وبلغ متوسط حجم الأسرة المعيشية 2.31، أما متوسط حجم العائلات فبلغ 2.83.
بلغ العمر الوسطي للسكان 40.6 عاماً. وكانت نسبة 22% من القاطنين تحت سن الثامنة عشر، وكانت نسبة 7.9% بين الثامنة عشر والرابعة والعشرين عاماً، ونسبة 26.1% كانت واقعةً في الفئة العمرية ما بين الخامسة والعشرين والرابعة والأربعين عاماً، ونسبة 28.6% كانت ما بين الخامسة والأربعين والرابعة والستين، ونسبة 15.4% كانت ضمن فئة الخامسة والستين عاماً فما فوق. وتوزع التركيب الجنسي للسكان بنسبة 48.8% ذكور و51.2% إناث.

## أعلام
- كاليب تارشفسكي
- بنجامين تايلر هنري
- بوب كوشران
- كاليب إليس
- دوغ بيري
- جيفري ر. هوارد
- رالف ميتكالف
- جورج هوبان